# 群馬県道238号川原湯川原湯停車場線

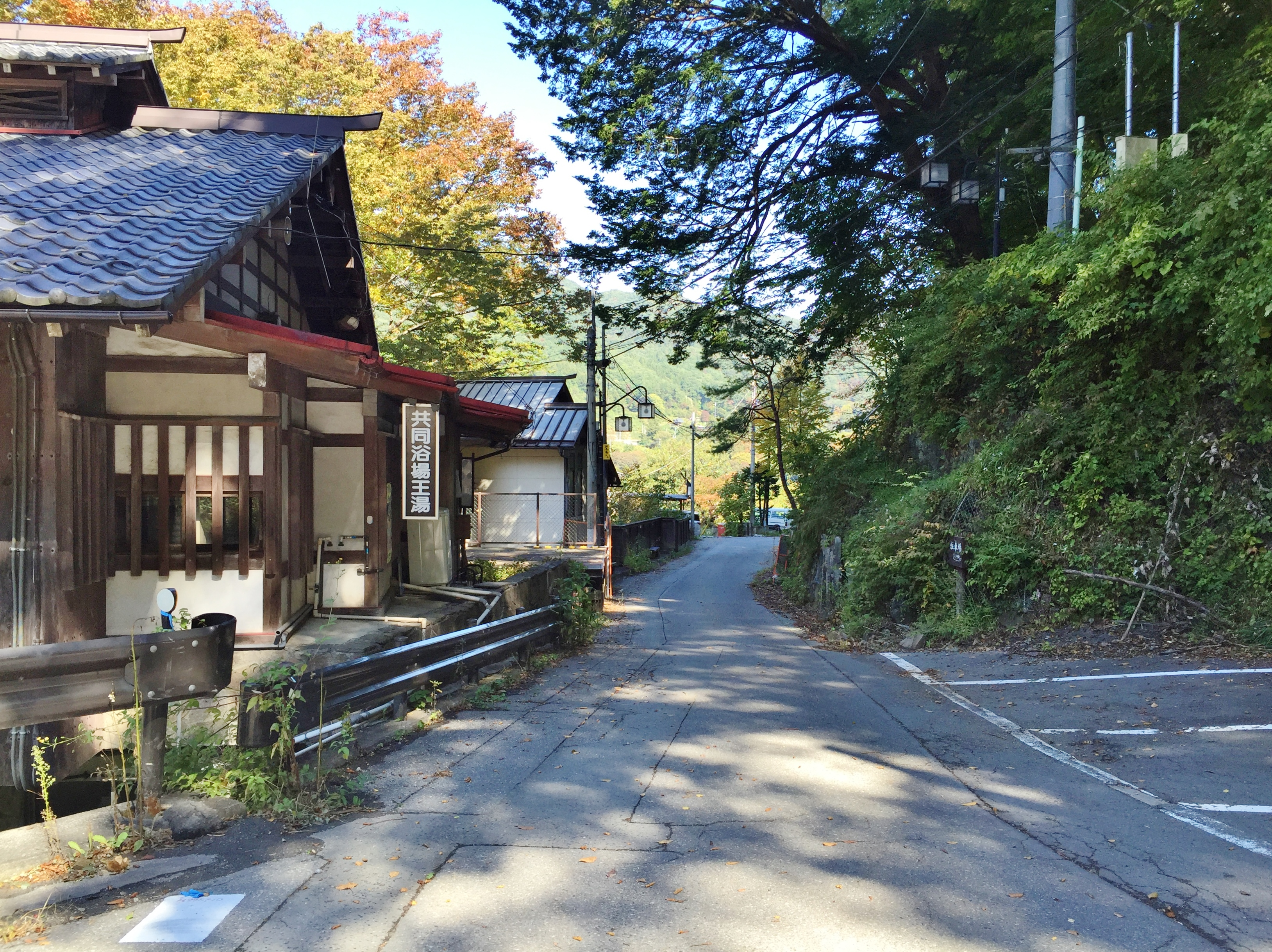
「川原湯神社」入口手前から旧温泉街と終点方面を望む
（起点付近、2015年10月）
左手に旧・共同浴場「王湯」がある。

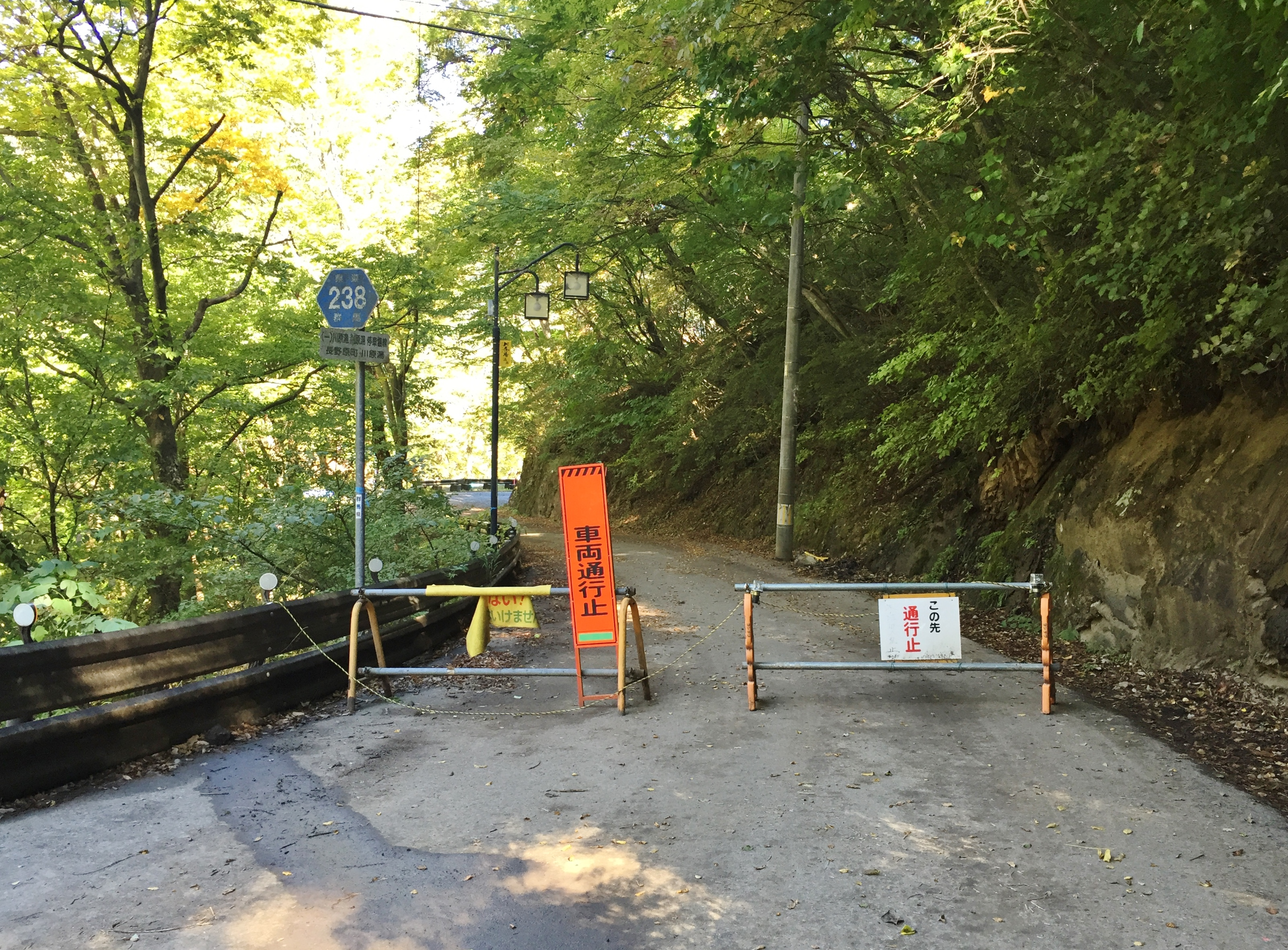
大沢橋東詰から終点方面を望む
（2015年10月）

群馬県道238号川原湯川原湯停車場線（ぐんまけんどう 238ごう かわらゆかわらゆていしゃじょうせん）は、1959年から2015年までの間、群馬県より認定されていた群馬県吾妻郡長野原町を通過する一般県道である。

## 概要
本県道は、長野原町川原湯にある川原湯温泉の旧温泉街と川原湯温泉駅の旧駅舎を結ぶ1キロメートル (km) ほどの路線であった。
本県道の沿線にある旧温泉街や旧駅舎は、八ッ場ダムの完成により、八ッ場あがつま湖に水没することとなった。そのため共同浴場の「王湯」や旅館、川原湯温泉駅などは、周辺の高台への移転が実施された。

### 路線データ
- 起点 : 群馬県吾妻郡長野原町大字川原湯字金花山516番[2]（川原湯温泉旧温泉街）
- 終点 : 群馬県吾妻郡長野原町大字川原湯 川原湯停車場[2]（川原湯温泉駅旧駅舎＝国道145号供用廃止区間交点）
- 総延長 : 0.9968 km[1]
- 実延長 : 0.8568 km[1]

## 歴史
- 1959年（昭和34年）9月18日：群馬県より現・道路法に基づき、県道川原湯川原湯停車場線（吾妻郡長野原町大字川原湯 - 同所 川原湯停車場、整理番号139）が路線認定される[3]。
- 2014年（平成26年）10月1日 ：JR吾妻線（岩島駅 - 長野原草津口駅間）の新設線での運用が開始され、川原湯温泉駅新駅舎の営業が開始される[4]。
- 2014年（平成26年）11月18日：国道145号旧道の一部区間（長野原町林 - 川原畑）が供用廃止・通行止めとなり、八ッ場ダム建設工事に伴う工事専用道路として利用される[5][6]。
- 2015年（平成27年）6月16日：本県道が廃止され、町道へ降格となる[7]。

## 路線状況
起点の「川原湯神社」付近から川原湯温泉交差点までの単独区間はセンターラインのない1.5車線の道路であり、三差路の川原湯温泉交差点で国道145号（供用廃止区間）と合流する。
途中「大沢橋」により吾妻川の支流である大沢（大沢川）を通過し、川原湯温泉交差点にて温泉入口のゲートをくぐり抜ける。なお2015年10月現在、大沢橋東詰から終点までの区間は通行止めとなっている。

### 重複区間
- 国道145号（供用廃止区間）（長野原町川原湯・川原湯温泉交差点 - 終点）

## 地理

### 通過する自治体
- 群馬県
  - 吾妻郡長野原町

### 交差する道路
- 国道145号（供用廃止区間）（長野原町川原湯・川原湯温泉交差点）※ここから終点まで重複